# Gistola
Gistola (gruz. გისტოლა) – szczyt w środkowej części pasma Kaukazu, w Swanetii, w Gruzji. Wznosi się na wysokość 4860 m n.p.m. Zbocza szczytu pokryte są lodem. Na górę organizowane są wycieczki.